# Голі-Кросс (Аляска)
Голі-Кросс (англ. Holy Cross) — місто (англ. city) в США, у зоні перепису населення Юкон-Коюкук штату Аляска. Населення — 176 осіб (2020).

## Історія
Вперше люди виявили поселення на місці Голі-Кросу в 1842 — 1845 роках, під час експедиції лейтенанта Лаврентія Загоскіна вздовж річки Юкон. Він доповів, що виявив раніше невідоме селище ескімосів, яке вони називають Анілукхтакпак, і в якому проживають 170 осіб. 1880 року іншою експедицією було повідомлено про це ж село: з назвою Аскхомуте, населення  — 30 осіб. В 1880-х роках в селищі була заснована перша школа та Католицька місія під керівництвом преподобного Алоизія Робо. 1899 року відкрилося перше поштове відділення, яке отримало ім'я  — «Косеревське». 1912 року поселення отримало нинішнє ім'я під впливом авторитету місцевої Місії.
У 1930-х  — 1940-х роках пароплави привозили в селище пошту, провізію, устаткування не частіше трьох разів на рік; в той же проміжок часу помітно змінювалося русло річки в цьому місці, тому багато будівель довелося переміщати. 1956 року в Голі-Кросс з'явилася перша світська школа, а будівлю Місії, церковну школу та багато будівель знесли. 1968 року Голі-Кросс отримало статус «місто 2-о класу» (2nd Class City).

## Географія

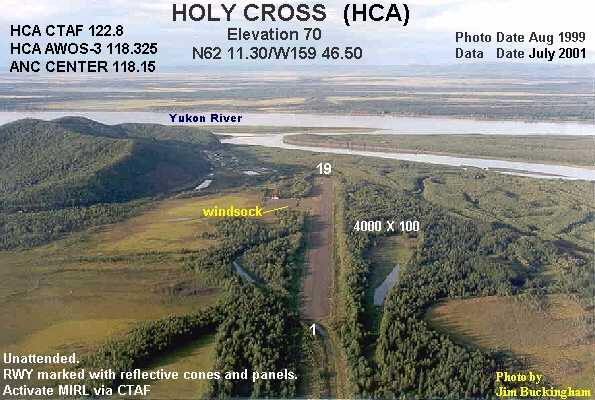
Аеропорт Голі-Кросс

Голі-Кросс розташоване в західній частині Аляски на березі річки Юкон. Автомобільними дорогами місто з іншими населеними пунктами не пов'язане, дістатися до Голі-Кросу можна лише водою чи повітрям: місто обслуговує однойменний аеропорт.
Голі-Кросс розташоване за координатами 62°11′13″ пн. ш. 159°51′22″ зх. д. / 62.18694° пн. ш. 159.85611° зх. д. (62.187014, -159.856076). За даними Бюро перепису населення США в 2010 році місто мало площу 96,46 км², з яких 78,19 км² — суходіл та 18,27 км² — водойми.

## Демографія
Згідно з переписом 2010 року, у місті мешкало 178 осіб у 64 домогосподарствах у складі 39 родин. Густота населення становила 2 особи/км². Було 86 помешкань (1/км²).
Расовий склад населення:
| - 91,6 % — корінних американців - 4,5 % — білих |

До двох чи більше рас належало 3,9 %. Частка іспаномовних становила 0,0 % від усіх жителів.
За віковим діапазоном населення розподілялося таким чином: 34,3 % — особи молодші 18 років, 57,3 % — особи у віці 18—64 років, 8,4 % — особи у віці 65 років та старші. Медіана віку мешканця становила 31,0 року. На 100 осіб жіночої статі у місті припадало 107,0 чоловіків; на 100 жінок у віці від 18 років та старших — 116,7 чоловіків також старших 18 років.
Середній дохід на одне домашнє господарство становив 50 154 долари США (медіана — 36 094), а середній дохід на одну сім'ю — 51 161 долар (медіана — 37 500). Медіана доходів становила 23 750 доларів для чоловіків та 33 750 доларів для жінок. За межею бідності перебувало 13,1 % осіб, у тому числі 3,6 % дітей у віці до 18 років та 0,0 % осіб у віці 65 років та старших.
Цивільне працевлаштоване населення становило 83 особи. Основні галузі зайнятості: публічна адміністрація — 45,8 %, освіта, охорона здоров'я та соціальна допомога — 24,1 %, транспорт — 8,4 %, сільське господарство, лісництво, риболовля — 6,0 %.